# Ołeksandr Słobodian
Ołeksandr Wjaczesławowycz Słobodian, ukr. Олександр Вячеславович Слободян (ur. 21 lutego 1956 w Tarnopolu) – ukraiński polityk i przedsiębiorca, działacz sportowy, właściciel i prezes klubu piłkarskiego Obołoń Kijów.

## Życiorys
Absolwent studiów inżynierskich w Kijowie, ukończył także szkołę oficerską. W 1980 podjął pracę w browarze Obołoń. W 1990 został generalnym dyrektorem tego przedsiębiorstwa, utrzymał to stanowisko po dokonanych przekształceniach. W latach 90. stał się jednym z najważniejszych ukraińskich przedsiębiorców działających w branży spożywczej (głównie piwowarskiej). Na liście najbogatszych Ukraińców w 2008 znalazł się na 32. pozycji z majątkiem wycenianym na ponad 700 mln USD.
Jako działacz sportowy zaangażował się w pracę w kijowskim klubie Obołoń Kijów, w którym został honorowym prezesem.
W 1997 zaangażował się w działalność polityczną, rok później z listy Ludowego Ruchu Ukrainy uzyskał mandat poselski. W 1999 przeszedł do Ukraińskiej Partii Ludowej Jurija Kostenki, obejmując funkcję wiceprezesa tego ugrupowania. W 2002 ponownie został wybrany deputowanym (z ramienia Bloku Nasza Ukraina), dwa lata później należał do czołowych sponsorów pomarańczowej rewolucji.
W wyborach parlamentarnych w 2006 kandydował z listy Ukraińskiego Bloku Ludowego "Kostenka i Pluszcza", który otrzymał 1,9% głosów i nie przekroczył progu wyborczego. W przedterminowych wyborach w 2007 po rocznej przerwie powrócił do parlamentu, uzyskując mandat deputowanego z ramienia bloku Nasza Ukraina-Ludowa Samoobrona. W 2012 nie uzyskał reelekcji.

## Odznaczenia
- Order "Za zasługi" I klasy: 2006[3]